# 唐立新
唐 立新（とう りつしん、1966年8月 - ）は、中華人民共和国の工学者。専攻は人工知能。中国工程院の院士。現職は東北大学の副学長。

## 経歴
1966年8月、遼寧省で生まれる。1988年東北工学院（現在の東北大学）にて工業自動化の研究で学士の学位取得。1991年に東北工学院システム工学専攻の修士号を取得した。1996年東北大学の制御理論と応用の博士号を獲得した。1991年3月から母校東北大学の教壇に立ち、1999年6月から教授に嘱任され、2015年11月に信息科学與工程学院院長に就任。2017年9月に副学長昇任。

## 栄典
- 2019年11月22日、中国工程院院士[2]。